# Mandjelia fleckeri
Mandjelia fleckeri is een spinnensoort uit de familie Barychelidae. De soort komt voor in Queensland.